# Conostigmus yunquensis
Conostigmus yunquensis är en stekelart som beskrevs av Dmitriy Alekseevich Ogloblin 1957. Conostigmus yunquensis ingår i släktet Conostigmus och familjen trefåresteklar. Inga underarter finns listade i Catalogue of Life.